# Xyris linifolia
Xyris linifolia är en gräsväxtart som beskrevs av Pieter van Royen. Xyris linifolia ingår i släktet Xyris och familjen Xyridaceae.
Artens utbredningsområde är Laos. Inga underarter finns listade i Catalogue of Life.